# 宮地伸二
宮地 伸二（みやじ しんじ、1958年〈昭和33年〉11月4日 - ）は、日本の経営技術者、情報技術者。
AGC株式会社 代表取締役 兼 副社長執行役員 CFO 兼 経営企画本部長。

## 経歴
- 1958年 - 高知県生まれ。
- 1983年 - 上智大学理工学部機械工学科卒業。
- 1990年 - 旭硝子（現・AGC）株式会社 入社。
- 2006年 - AGCエレクトロニクス株式会社 社長。
- 2008年 - 旭硝子株式会社 新事業推進センター長。
- 2009年 - 同社 経営企画室（現・本部）調査役。
- 2010年 - 同社 執行役員 社長室（現・経営企画本部）経営企画グループリーダー 兼 グループ戦略室 調査役。
- 2011年 - ハーバード・ビジネス・スクールAMP[3]修了。
- 2012年 - 同社 執行役員 社長室 経営企画グループリーダー→同社 執行役員 社長室 調査役→同社  執行役員 AGC ガラス・ノースアメリカ社 シニア・バイス・プレジデント。
- 2013年 - 同社 執行役員 ガラス（現・建築ガラス 欧米）カンパニー 北米事業本部長 兼 AGC ガラス・ノースアメリカ社 社長→同社 執行役員 ガラスカンパニー 戦略室長 兼 AGC ガラス・ノースアメリカ社 社長。
- 2014年 - 同社 執行役員 電子カンパニー エレクトロニクス（現・電子部材）事業本部長。
- 2015年 - 同社 常務執行役員 経営全般補佐（財務担当（現・CFO））兼 社長室長 兼 安全保障輸出管理本部長 兼 グループ改善活動補佐→同社 取締役 兼 常務執行役員 経営全般補佐（財務担当）兼 社長室長 兼 安全保障輸出管理本部長 兼 グループ改善活動補佐。
- 2016年 - 同社 取締役 兼 常務執行役員 CFO 兼 経営企画部（現・本部）長 兼 安全保障輸出管理本部長 兼 グループ改善活動補佐→同社 取締役 兼 常務執行役員 CFO 兼 経営企画部長 兼 安全保障輸出管理本部長。
- 2018年 - 同社 代表取締役 兼 専務執行役員 CFO 兼 CCO。
- 2019年 - 同社 代表取締役 兼 専務執行役員   CFO 兼 CCO 兼 経営企画本部長。
- 2020年 - 同社 代表取締役 兼 副社長執行役員  CFO 兼 CCO 兼 経営企画本部長（現在に至る）。

## 人物
高知県出身。上智大学理工学部機械工学科卒業。米国・ハーバード・ビジネス・スクールAMP修了。精密機器メーカーでITエンジニアとして勤務後、1990年旭硝子（現・AGC）株式会社入社。システム部門勤務を経て経営企画部門に配属され、グループビジョンや中期経営計画策定、カンパニー制導入、ガバナンス改革などを担当。その後、国内関係会社社長、新規事業部門長、経営企画部門長、米国関係会社社長、電子部材部門長など幅広い分野での経験を経て、2016年1月CFOに就任。2022年4月現在、代表取締役 兼 副社長執行役員 CFO 兼 CCO 兼 経営企画本部長として、グローバル経営の中核で活躍している。

## 外部サイト
- 役員紹介|AGC